# North West Norfolk
Circonscription parlementaire de la Chambre des communes
La circonscription de North West Norfolk est une circonscription électorale anglaise située dans le Norfolk et représentée à la Chambre des communes du Parlement britannique.

## Géographie
La circonscription comprend :
- Les villes de King's Lynn et Hunstanton

## Députés
Les Members of Parliament (MPs) de la circonscription sont :
1885-1918
| Législature                              | Années    | Député                 | Député                   | Parti        |
| ---------------------------------------- | --------- | ---------------------- | ------------------------ | ------------ |
| North West Norfolk                       |           |                        |                          |              |
| 23e                                      | 1885–1886 |                        | Joseph Arch              | Libéral      |
| 24e                                      | 1886–1892 |                        | Henry Cavendish-Bentinck | Conservateur |
| 25e                                      | 1892–1895 |                        | Joseph Arch (2)          | Libéral      |
| 26e                                      | 1895–1900 |                        | Joseph Arch (2)          | Libéral      |
| 27e                                      | 1900–1906 | George White           |                          | Libéral      |
| 28e                                      | 1906–1910 | George White           |                          | Libéral      |
| 29e                                      | 1910–1910 | George White           |                          | Libéral      |
| 30e                                      | 1910–1912 | George White           |                          | Libéral      |
| 30e                                      | 1912-1918 | Edward George Hemmerde |                          | Libéral      |
| Circonscription abolie, voir King's Lynn |           |                        |                          |              |

Depuis 1974
| Législature            | Années       | Député     | Député                         | Parti            |
| ---------------------- | ------------ | ---------- | ------------------------------ | ---------------- |
| Recréée de King's Lynn |              |            |                                |                  |
| 46e                    | 1974–1974    |            | Christopher Brocklebank-Fowler | Conservateur     |
| 47e                    | 1974–1979    |            | Christopher Brocklebank-Fowler | Conservateur     |
| 48e                    | 1979–1981    |            | Christopher Brocklebank-Fowler | Conservateur     |
| 48e                    | 1981-1983    |            | Christopher Brocklebank-Fowler | Social-démocrate |
| 49e                    | 1983–1987    |            | Henry Bellingham               | Conservateur     |
| 50e                    | 1987–1992    |            | Henry Bellingham               | Conservateur     |
| 51e                    | 1992–1997    |            | Henry Bellingham               | Conservateur     |
| 52e                    | 1997–2001    |            | George Turner                  | Travailliste     |
| 53e                    | 2001–2005    |            | Henry Bellingham (2)           | Conservateur     |
| 54e                    | 2005–2010    |            | Henry Bellingham (2)           | Conservateur     |
| 55e                    | 2010–2015    |            | Henry Bellingham (2)           | Conservateur     |
| 56e                    | 2015–2017    |            | Henry Bellingham (2)           | Conservateur     |
| 57e                    | 2017–2019    |            | Henry Bellingham (2)           | Conservateur     |
| 58e                    | 2019–Présent | James Wild |                                | Conservateur     |

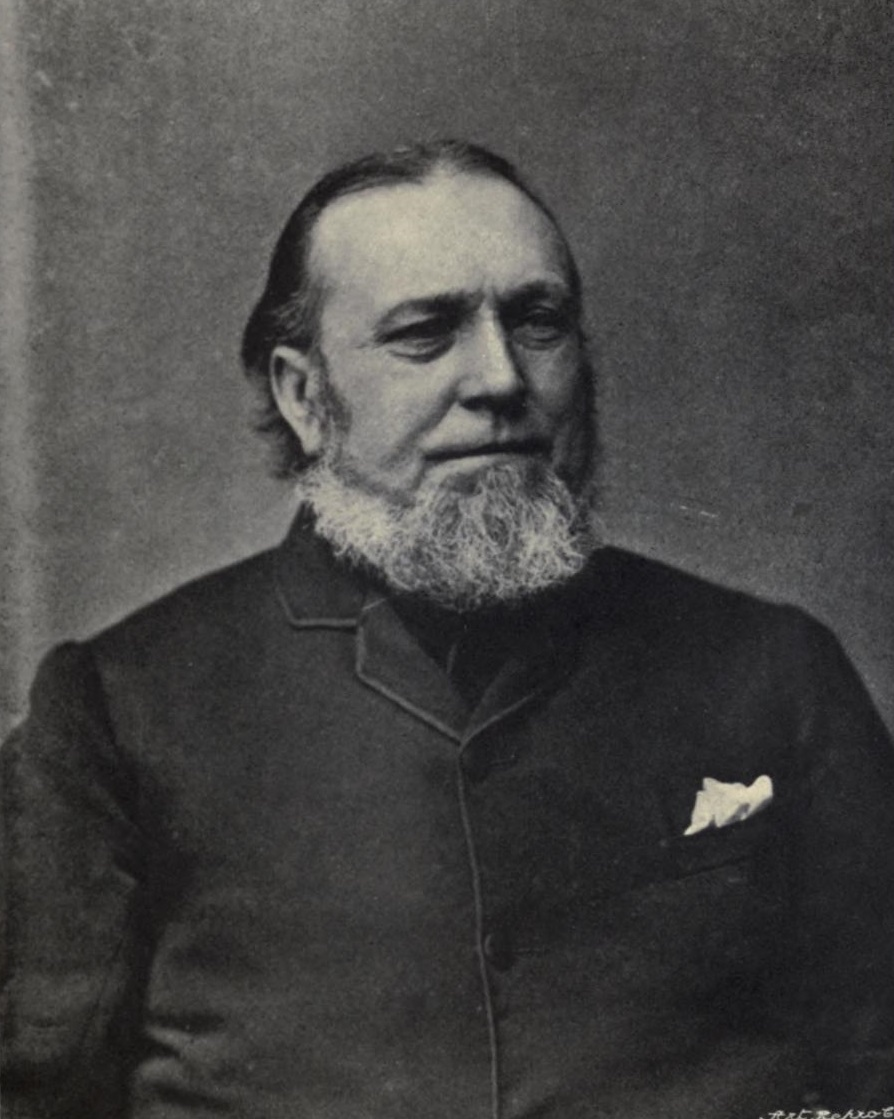
Joseph Arch (1885-1886 et 1892-1900)
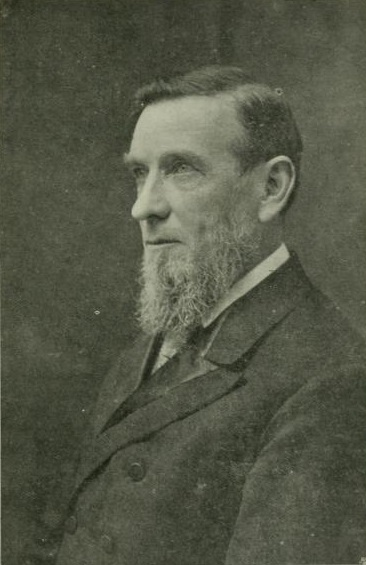
George White (1900-1912)
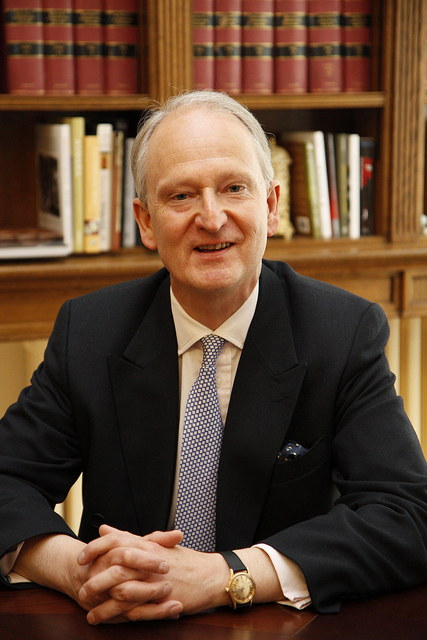
Henry Bellingham (1983-1997 et 2001-2019)